# 아시리아의 엘람 정복
신아시리아 제국에 의한 엘람 정복은 기원전 655년에서 639년 사이에 일어났다.

## 배경
엘람인과 아시리아인 간의 충돌은 엘람인과 아시리아인 간의 첫 번째 기록된 갈등인 기원전 721년 이전에도 수년 동안 계속되었다. 그 이전 수세기 동안 엘람인들은 바빌로니아 정치에 개입하는 습관을 들였다. 이는 당연히 바빌론을 자신들의 영향권 내에 있다고 본 아시리아인들과의 갈등을 초래했을 것이다. 기원전 721년, 바빌로니아인들이 아시리아에 반란을 일으켰고 엘람 군대는 바빌론의 반란을 돕기 위해 시도했다. 이 사건 이후 아시리아인과 엘람인들은 여러 차례 충돌했다. 기원전 717년 티그리스강에서, 기원전 694년 상륙 작전의 일환으로 엘람 해안을 따라, 기원전 693년 데르 주에서 그리고 다시 디얄라강에서 (이것은 동일한 전투였을 수도 있다). 대부분 이 전투들은 유혈이 낭자하고 결정적이지 못했다. 그러나 아시리아인들은 대체로 우위를 점할 수 있었는데, 이는 엘람인들이 메소포타미아 국경 너머로 자신들의 힘을 확장하는 데 실패했다는 점에서 입증되었다.
기원전 655년 바빌론에 대한 공격이 실패한 후, 엘람의 힘은 곧 붕괴하기 시작했다. 수사 평야에서 벌어진 울라이 전투에서 아시리아 군대는 강력한 엘람 방어 진지를 공격했다. 엘람인들은 완전히 패배했고 엘람의 왕 테움만은 전투 중에 참수당했다. 또 다른 바빌로니아 반란이 엘람을 즉각적인 침략에서 구했지만, 엘람은 아슈르바니팔의 마음속에 가장 중요한 목표 중 하나로 남았다.

## 엘람 원정
기원전 648년, 엘람 도시 수사는 폐허가 되었다. 이는 앞으로 일어날 사건들의 끔찍한 전조였다. 기원전 639년, 아시리아인들은 적들을 파괴하기 위해 서쪽에서 전체 군대를 이동시켰다.

### 엘람의 붕괴
아시리아가 엘람의 공세에 가한 패배는 엘람인들이 직면한 많은 문제 중 하나였다. 내전이 발발했고, 북쪽 국경은 페르시아인들에게 점령당하고 있었다. 기원전 639년, 아슈르바니팔은 엘람으로 진격하여 엘람의 침략에 대한 복수를 자랑스럽게 기록했다.
| “ | 나는 한 달 25일의 여정 동안 엘람의 지방들을 황폐하게 만들었다. 나는 그 위에 소금과 시흘루를 뿌렸다... 나는 수사, 마닥투, 할테마쉬 및 나머지 도시들의 먼지를 모아서 아시리아로 가져갔다... 사람들의 소리, 소와 양의 발자국, 기쁨의 환호성을 그들의 들판에서 추방했다. 나는 야생 당나귀, 가젤, 그리고 모든 종류의 평원의 짐승들이 그들 사이에서 마치 집에 있는 것처럼 눕게 했다. | ” |

엘람이 파괴되자 아시리아인들은 제국이 무너지고 있음을 알게 되었다. 수년간의 전쟁은 전쟁을 수행할 그들의 능력을 파괴했다. 엘람이 파괴된 지 34년 이내에 아시리아는 중동에서 독립적인 정치 실체로서 영원히 멸망했다.

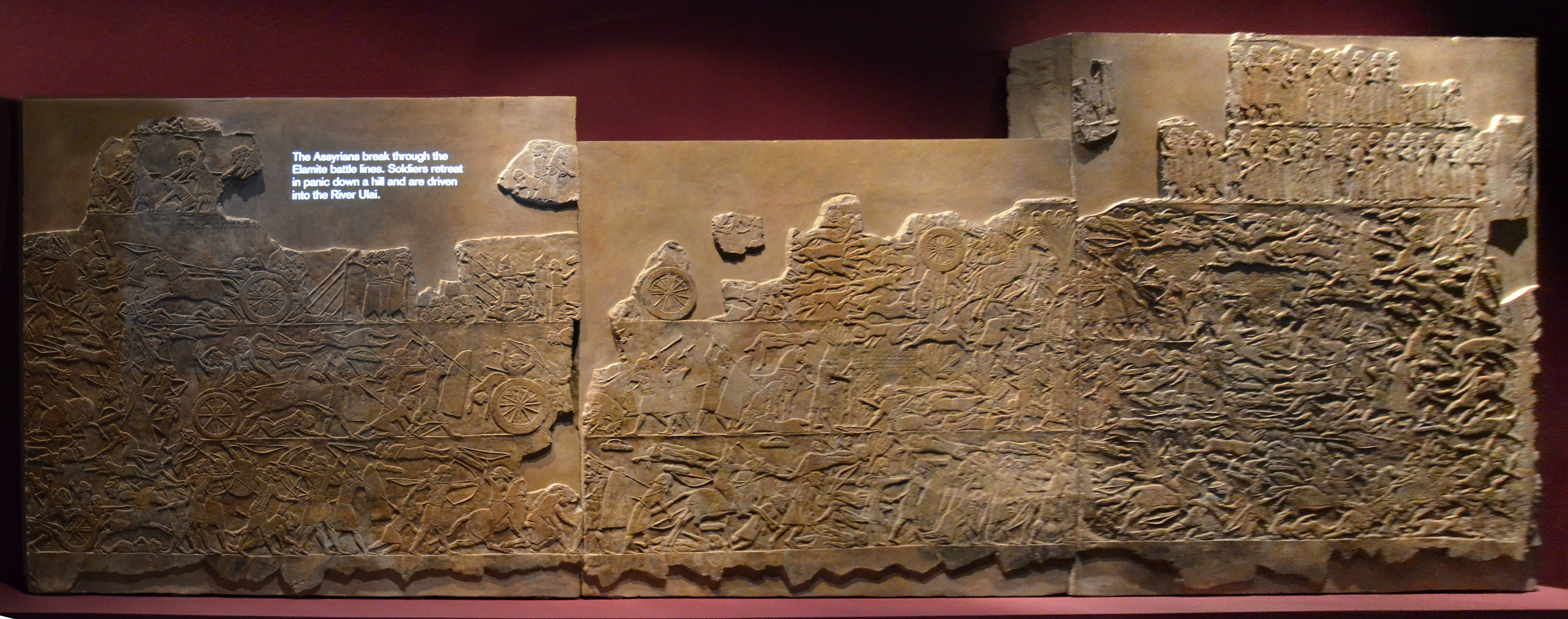
울라이 전투 부조, 대영박물관.

## 같이 보기
- 수사 전투